# Rui Gonçalves
Rui Gonçalves (Vidago, 17 maggio 1985) è un pilota motociclistico portoghese, specialista nel motocross.

## Carriera
Dopo aver gareggiato nelle serie nazionali portoghesi, iniziando alla guida di una Italjet nel 1993, esordisce nel campionato mondiale di motocross nel 2002 e, nell'edizione del 2009, raggiunge il secondo posto finale nella Classe MX2, conquistando la vittoria in sei manches di diversi gran premi alla guida di una KTM.
Con la casa motociclistica austriaca corre dal 2006 e anche nel 2010 è iscritto al campionato mondiale della Classe MX1 come pilota ufficiale. Continua a gareggiare nel mondiale MXGP fino al 2017, eccezion fatta per la wild card al Gran Premio di Portogallo del 2018, guidando anche con Husqvarna e Yamaha. In questi anni ha preso parte per diciassette volte al Motocross delle Nazioni.
Dopo l'esperienza nel motocross decide di dedicarsi ai Rally moto: partecipa per la prima volta al Rally Dakar nel 2021 classificandosi diciannovesimo e terzo assoluto tra gli esordienti. Nel 2022 nonostante alcuni problemi tecnici del mezzo riesce a concludere piazzandosi 24º. Nel 2023 ha dovuto ritirarsi dalla manifestazione per problemi meccanici.

## Risultati nel Rally Dakar
| Anno | Classe | Scuderia                 | Motocicletta         | Pos. | TV |
| ---- | ------ | ------------------------ | -------------------- | ---- | -- |
| 2021 | Moto   | Sherco TVS Rally Factory | Sherco 450 RTR       | 19°  | 0  |
| 2022 | Moto   | Sherco TVS Rally Factory | Sherco 450 SEF Rally | 24°  | 0  |
| 2023 | Moto   | Sherco Factory           | Sherco 450 SEF Rally | Rit  | 0  |
| 2024 | Moto   | Sherco Rally Factory     | Sherco 450 SEF Rally | Rit  | 0  |
| 2025 | Moto   | Sherco Rally Factory     | Sherco 450 SEF Rally | 11°  | 0  |